# Grote Prijs Jef Scherens 1981
Il Grote Prijs Jef Scherens 1981, sedicesima edizione della corsa, si svolse il 20 settembre 1981 su un percorso di 214 km, con partenza e arrivo a Lovanio. Fu vinto dall'olandese Jan Raas della Ti-Raleigh-Creda davanti al belga Rudy Pevenage e all'irlandese Sean Kelly.

## Ordine d'arrivo (Top 10)
| Pos. | Corridore             | Squadra                     | Tempo    |
| ---- | --------------------- | --------------------------- | -------- |
| 1    | Jan Raas              | Ti-Raleigh-Creda            | 5h10'00" |
| 2    | Rudy Pevenage         | Capri Sonne                 | s.t.     |
| 3    | Sean Kelly            | Splendor-Wickes-Europ Decor | s.t.     |
| 4    | Patrick Versluys      | Boule d'Or-Sunair           | s.t.     |
| 5    | Ludo Delcroix         | Capri Sonne                 | s.t.     |
| 6    | Etienne Van der Helst | Safir-Ludo-Galli            | s.t.     |
| 7    | Eddy Verstraeten      | Vermeer-Thijs               | s.t.     |
| 8    | Luc Colijn            | DAF Trucks-Cote d'Or        | s.t.     |
| 9    | Johan Louwet          | Safir-Ludo-Galli            | s.t.     |
| 10   | Étienne De Wilde      | Splendor-Wickes-Europ Decor | s.t.     |